# Charlton Vicento
Charlton Juan Vicento (Zoetermeer, 19 januari 1991) is een Nederlands-Curaçaos voormalig profvoetballer en voormalig Curaçaos international, die bij voorkeur als aanvaller speelde. Hedendaags maakt hij zijn minuten bij FC Right-oh.

## Clubcarrière

### ADO Den Haag
Op 15 augustus 2009 speelde Vicento voor het eerst in de hoofdmacht van ADO Den Haag in de wedstrijd tegen FC Twente. Hij speelde vier seizoenen voor de club, maar kon zich nimmer een vaste basiskracht noemen. In die vier jaar speelde Vicento in totaal 88 wedstrijden en maakte hij 14 doelpunten.

### PAS Giannina
Op 29 juni 2013 werd bekend dat het Griekse PAS Giannina Vicento zou overnemen van ADO Den Haag. Hij tekende een contract voor drie seizoenen. In januari liet hij, na vijf wedstrijden in de Super League Griekenland gespeeld te hebben, zijn contract ontbinden.

### Willem II
Op 28 januari 2014 maakte Willem II bekend dat Vicento een contract voor anderhalf jaar getekend had. In zijn eerste seizoen won hij met de Tilburgse club de titel in de Eerste divisie. Zodoende keerde hij in augustus 2014 terug in de Eredivisie. Daarin werd hij dat jaar negende met Willem II.

### Helmond Sport
Vincento tekende in juni 2015 een contract van 1 juli 2015 tot medio 2017 bij Helmond Sport, op dat moment actief in de Eerste divisie. In zijn periode bij Helmond Sport kende Vicento veel blessureleed.

### Kozakken Boys
Op 19 maart 2018 werd bekend dat Vicento vanaf het seizoen 2018/2019 zou uitkomen voor Kozakken Boys in de Tweede Divisie. Hij tekende een contract voor twee seizoenen bij de club uit Werkendam.

### SteDoCo
Per januari 2020 stapt Vicento over naar SteDoCo dat uitkomt in de Derde Divisie Zaterdag.
VV Oosterhout
Na een half jaar vertrok Vicento alweer naar VV Oosterhout.

### Carrièrestatistieken
| Seizoen                   | Club            | Land            | Competitie      | Competitie | Competitie | Beker | Beker | Internationaal | Internationaal | Overig | Overig | Totaal | Totaal |
| Seizoen                   | Club            | Land            | Competitie      | Wed.       | Dlp.       | Wed.  | Dlp.  | Wed.           | Dlp.           | Wed.   | Dlp.   | Wed.   | Dlp.   |
| ------------------------- | --------------- | --------------- | --------------- | ---------- | ---------- | ----- | ----- | -------------- | -------------- | ------ | ------ | ------ | ------ |
| 2009/10                   | ADO Den Haag    | Nederland       | Eredivisie      | 14         | 1          | 1     | 0     | –              | –              | –      | –      | 15     | 1      |
| 2010/11                   | ADO Den Haag    | Nederland       | Eredivisie      | 20         | 3          | 1     | 0     | -              | -              | 2      | 1      | 23     | 4      |
| 2011/12                   | ADO Den Haag    | Nederland       | Eredivisie      | 25         | 7          | 1     | 0     | 4              | 0              | -      | -      | 30     | 7      |
| 2012/13                   | ADO Den Haag    | Nederland       | Eredivisie      | 29         | 3          | 2     | 1     | -              | -              | -      | -      | 31     | 4      |
| 2013/14                   | PAS Giannina    | Griekenland     | Alpha Ethniki   | 5          | 0          | 2     | 0     | -              | -              | -      | -      | 7      | 0      |
| 2013/14                   | Willem II       | Nederland       | Eerste Divisie  | 12         | 0          | 0     | 0     | -              | -              | -      | -      | 12     | 0      |
| 2014/15                   | Willem II       | Nederland       | Eredivisie      | 11         | 1          | 0     | 0     | -              | -              | -      | -      | 11     | 1      |
| 2015/16                   | Helmond Sport   | Nederland       | Eerste divisie  | 9          | 1          | 1     | 0     | -              | -              | -      | -      | 10     | 1      |
| 2016/17                   | Helmond Sport   | Nederland       | Eerste divisie  | 0          | 0          | 0     | 0     | -              | -              | 0      | 0      | 0      | 0      |
| 2017/18                   | Helmond Sport   | Nederland       | Eerste divisie  | 25         | 2          | 0     | 0     | -              | -              | -      | -      | 25     | 2      |
| 2018/19                   | Kozakken Boys   | Nederland       | Tweede Divisie  | 31         | 9          | 1     | 1     | -              | -              | -      | -      | 30     | 10     |
| 2019/20                   | Kozakken Boys   | Nederland       | Tweede Divisie  | 8          | 1          | 1     | 0     | -              | -              | -      | -      | 9      | 1      |
| 2020/21                   | SteDoCo         | Nederland       | Derde Divisie   | 4          | 0          | 1     | 1     | -              | -              | -      | -      | 5      | 1      |
| Carrière totaal           | Carrière totaal | Carrière totaal | Carrière totaal | 191        | 28         | 11    | 3     | 4              | 0              | 2      | 1      | 208    | 32     |
| Bijgewerkt op 4 juli 2021 |                 |                 |                 |            |            |       |       |                |                |        |        |        |        |

## Internationaal
Vicento was Nederlands jeugdinternational. Hij debuteerde op 9 oktober 2014 in het Curaçaos voetbalelftal in de thuiswedstrijd tegen Martinique om kwalificatie voor de Caribbean Cup (1-1).